# リバー・トレイル (アリゾナ州)

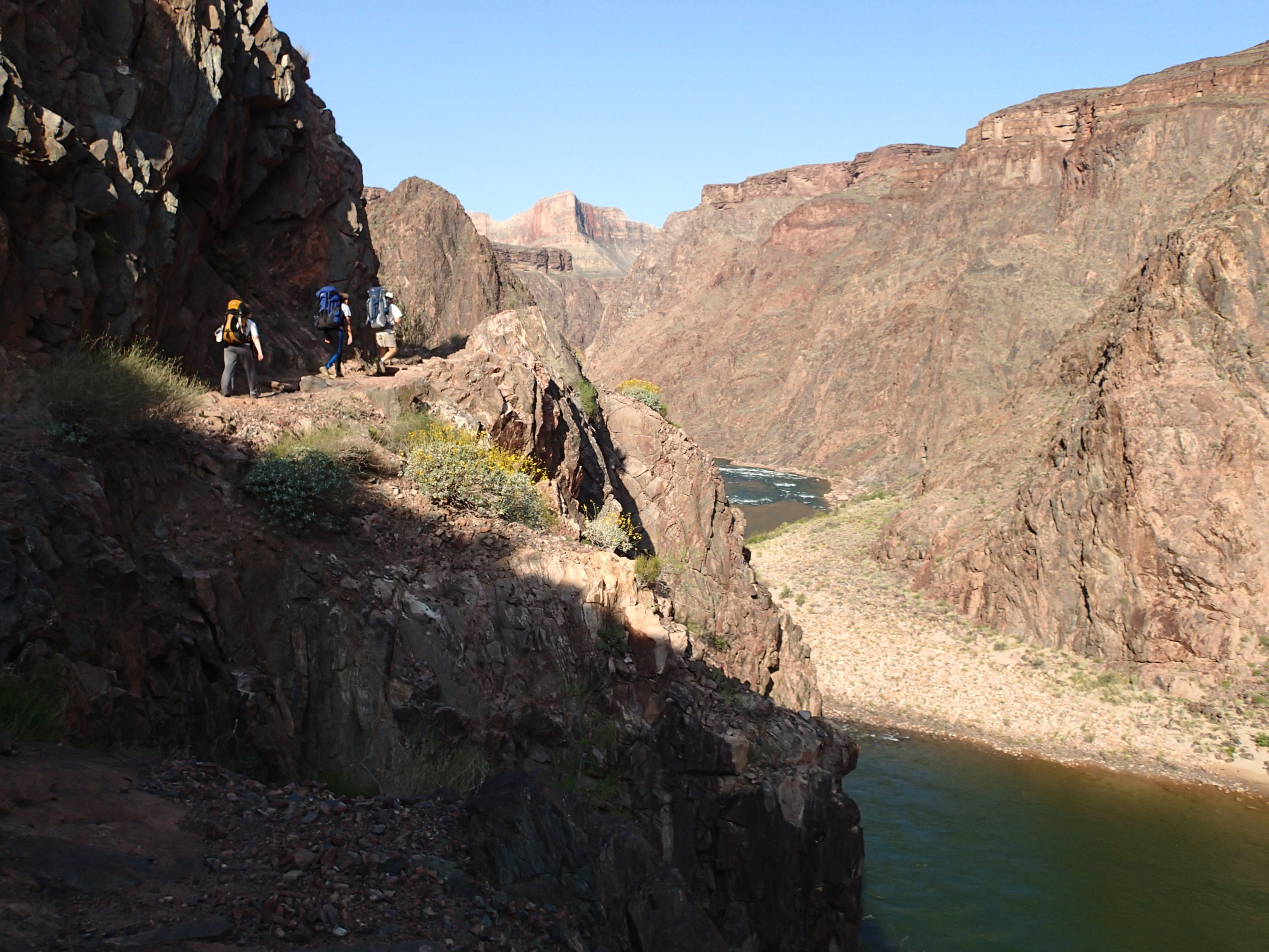
リバー・トレイルを歩く。

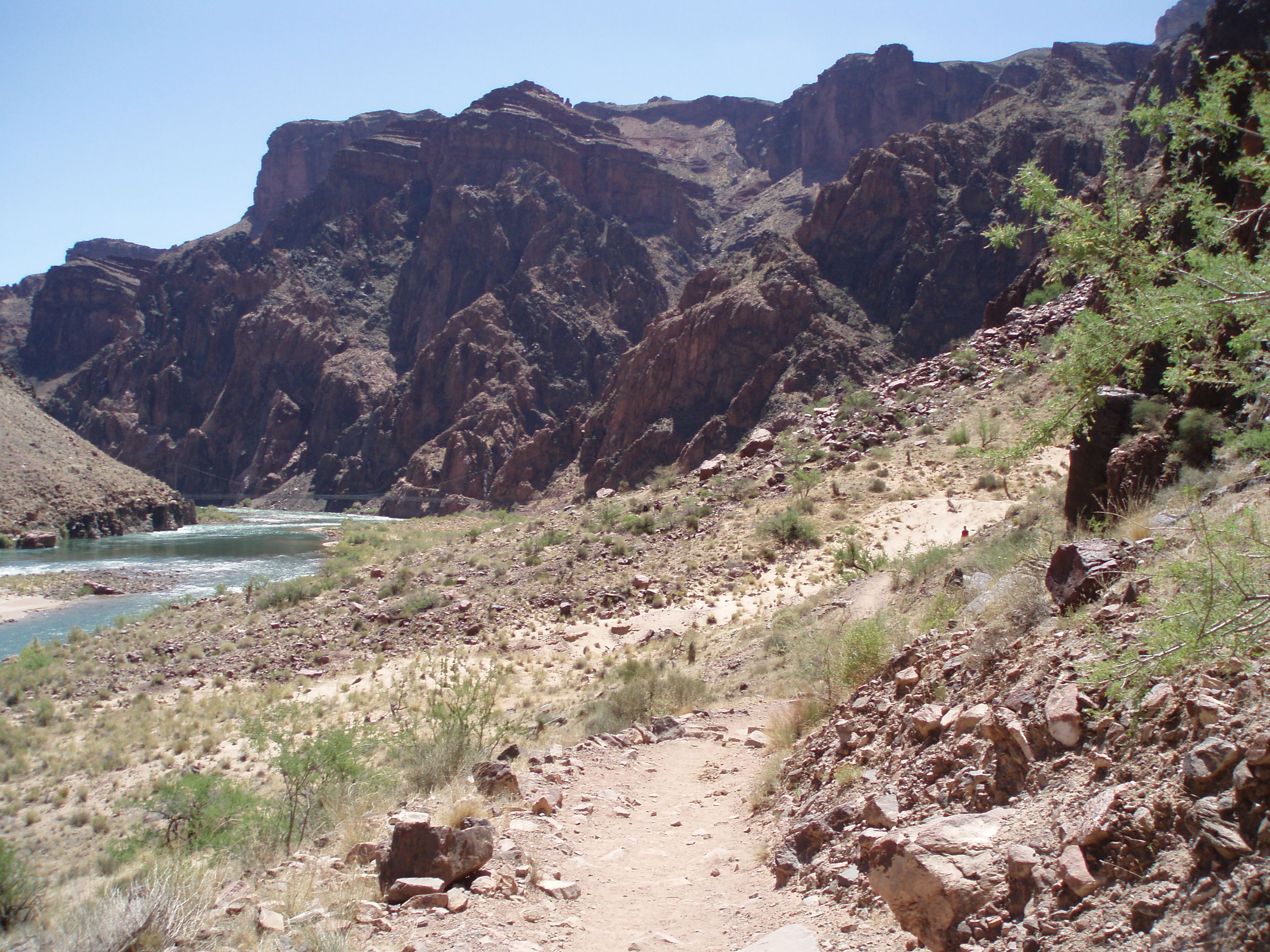
リバー・トレイルの砂丘

リバー・トレイル（英語: River Trail）は、アメリカ合衆国コロラド州ココニノ郡のグランド・キャニオン国立公園内にあるハイキングトレイルである。このトレイルは、ブライト・エンジェル・トレイルの終わりとファントム・ランチおよびサウス・カイバブ・トレイル（South Kaibab Trail）と接続する。

## 概要
| 距離 km (mi) | 高度 m (ft) | 場所                                    | 他トレイルとの交差                               |
| ------------ | ----------- | --------------------------------------- | ------------------------------------------------ |
| 0            | 770 (2,526) | パイプ・クリークの リバー・レストハウス | ブライト・エンジェル・トレイル                   |
| 2.1 (1.3)    | 759 (2,491) | シルバー・サスペンション・ブリッジ      |                                                  |
| 3.2 (2)      | 792 (2,600) | サウス・カイバブ・トレイル              | サウス・カイバブ・トレイル（South Kaibab Trail） |

公式のトレイルへの入り口標識はないが、リバート・レイルはグランド・キャニオンのトレイル・システムの重要なリンクである。このトレイルは、西端のブライト・エンジェル・トレイル、ファントム・ランチ、およびブライト・エンジェル・キャンプ場を「シルバー・サスペンション・ブリッジ」（銀色の吊橋）で接続している。シルバー・サスペンション・ブリッジを越えて1.6 km（1マイル）行くと、東の終点になり、そこはサウス・カイバブ・トレイル（South Kaibab Trail）との交差点になる。 サウス・カイバブ・トレイルを北に向かうと、ブラック・サスペンション・ブリッジ（Black Suspension Bridge）につながり、コロラド川を渡ってノース・カイバブ・トレイル（North Kaibab Trail）のジャンクションに向かう。

## 参照項目
- グランド・キャニオンの観光
- グランド・キャニオン国立公園
- ブライト・エンジェル・トレイル
- ファントム・ランチ